# XADO
XADO, ukraińskie przedsiębiorstwo, producent rewitalizantów, olejów silnikowych, smarów, chemii samochodowej.

## Historia
Firma została założona w roku 1991 w m. Charkowie na Ukrainie. Nazwa „XADO” pochodzi od cyrylickiej pisowni skrótu słów „charkowski dom”. W 1988 właściciele firmy opatentowali wynalazek rewitalizantu (dodatku do smarów). Pierwsze produkty firmy w opakowaniach dla konsumenta (żel rewitalizujący do silników) trafiły do sprzedaży w grudniu 1999. W roku 2004 firma rozpoczęła produkcję oleju XADO Atomic Oil z rewitalizantem atomarnym.

## Logo

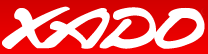
Pierwsze logo

Obecny znak graficzny został stworzony przez charkowskiego projektanta Sergieja Makarowa. Liternictwo stylizowane jest na wyciśnięty z tubki żel, gdyż w takiej formie występuje najważniejszy produkt firmy.

## Działalność
Firma wytwarza około 250 produktów, przeznaczonych głównie do technicznej obsługi samochodów. Najważniejsze produkty to żele-rewitalizanty, oleje Atomic Oil, produkty chemii samochodowej VeryLube. XADO jest liderem także na rosyjskim rynku smarów, aktywnie działając na terenie Federacji Rosyjskiej. Udział w rosyjskim rynku nanoceramiki wynosi 90%

## XADO i sport
Firma posiada własny zespół XADO Motorsport, który uzyskał tytuł mistrza Ukrainy w wyścigach rajdowych i torowych.
Była partnerem rosyjskiego zespołu KAMAZ-master (2004-2009)
Sponsor zespołu PRO100!XADO, pierwszego ukraińskiego zespołu graczy gier komputerowych, zwycięzcy międzynarodowego turnieju gier komputerowych.